# 에코프로에이치엔
주식회사 에코프로HN(EcoPro HN)은 대한민국의 전구체 기업으로, 본사는 충청북도 청주시 청원구 오창읍 과학산업2로 587-40에 위치해 있다.

## 역사
2021년 5월 에코프로로부터 환경사업부문을 인적분할되어 설립되었다.

## 사업
양극재용 도가니와 양극재 도펀트 등 전지재료 등을 생산한다